# Waffa
Le waffa est une langue papoue parlée en Papouasie-Nouvelle-Guinée, dans la région de Kaiapit, dans la Province de Morobe.

## Classification
Le waffa fait partie des langues kainantu-gorokanes qui sont rattachées à la famille des langues de Trans-Nouvelle Guinée.

## Phonologie
Les consonnes et les voyelles du waffa :

### Voyelles
|         | Antérieure | Postérieure |
| ------- | ---------- | ----------- |
| Fermée  | i [i]      | u [u]       |
| Moyenne | e [e]      | o [o]       |
| Ouverte |            | ɑ [ɑ]       |

### Consonnes
|              |              | Bilabiales | Dentales | Alvéolaires | Dorsales | Dorsales | Glottales |
| ------------ | ------------ | ---------- | -------- | ----------- | -------- | -------- | --------- |
| Palatales    | Vélaires     | Bilabiales | Dentales | Alvéolaires |          |          | Glottales |
| Occlusives   | Sourde       | p [p]      |          | t [t]       |          | k [k]    | ʔ [ʔ]     |
| Occlusives   | Prénasale    | mb [m͡b]    | n̪͡d̪ [n̪͡d̪]  |             |          | ŋg [ŋ͡g]  |           |
| Fricative    | Sourde       |            |          | s [s]       |          |          | h [h]     |
| Fricative    | Prénasale    | mβ [m͡β]    |          |             |          |          |           |
| Nasale       | Nasale       | m [m]      |          |             |          | ŋ [ŋ]    |           |
| Roulée       | Simple       |            |          | r [r]       |          |          |           |
| Roulée       | Prénasale    |            |          | nr [n͡r]     |          |          |           |
| Semi-voyelle | Semi-voyelle |            |          |             | j [j]    |          |           |

## Sources
- (en) Anonyme, Waffa Organized Phonological Data, manuscrit, Ukarumpa, SIL.